# Yiannis Kouros
Yiannis Kouros (Griego: Γιάννης Κούρος; 13 de febrero de 1956 en Trípoli, Grecia) es un ultramaratonista griego. Es llamado el "Dios de la carrera" o "Sucesor de Filípides". Tiene muchos récords mundiales en carreras al aire libre en las distancias desde las 100 a 1000 millas y en pista de 12 horas a 6 días. En 1991, interpretó a Filípides en la película La Historia del Maratón: el viaje de Un Héroe, que narra la historia de la carrera de maratón.
Kouros llegó a la fama cuando ganó el Spartathlon en 1984 en un tiempo récord y el Ultramaratón de Sídney a Melbourne en 1985 en un tiempo récord de 5 días, 5 horas, 7 minutos y 6 segundos. Batió el récord establecido por Cliff Young.
Kouros dice que su secreto es que "cuando otras personas se cansan, se detienen. Yo no. Puedo aprovechar más de mi cuerpo con mi mente. Me digo que no estoy cansado y mi cuerpo escucha."
Kouros también ha escrito más de 1000 poemas (varios de los cuales aparecen en su libro Symblegmata (Clusters)) y el libro de Los Seis Días de la carrera del Siglo.

## Récords del mundo
De acuerdo a la Asociación Internacional de Ultracorredores, a partir de febrero de 2013.

### Distancia
| 100 millas  | Carretera | 11h 46min 37s     | 13,665 km/h |
| 1000 km     | Pista     | 5d 16h 17min 00s  | 7,338 km/h  |
| 1000 km     | Carretera | 5d 20h 13min 40   | 7,131 km/h  |
| 1000 millas | Carretera | 10d 10h 30min 36s | 6,424 km/h  |

### En tiempo
| 12 h   | Carretera | 162,543 km  | 13,545 km/h |
| 24 h   | Carretera | 290,221 km  | 12,093 km/h |
| 24 h   | Pista     | 303,506 km  | 12,646 km/h |
| 48 h   | Carretera | 433,095 km  | 9,023 km/h  |
| 48 h   | Pista     | 473,797 km  | 9,875 km/h  |
| 6 días | Carretera | 1028,370 km | 7,142 km/h  |
| 6 días | Pista     | 1038,851 km | 7,214 km/h  |